# Knudeteori
I matematik er knudeteori den gren af topologi, som omhandler studiet af matematiske knuder. Hvorimens teorien er inspireret af de knuder, der optræder i hverdagen på for eksempel snørebånd og reb, er matematikerens knude drastisk anderledes, idet enderne er samlet for at forhindre knuden i at gå op. I præcist matematisk sprog er en knude en indlejring af cirklen i 3-dimensionalt euklidisk rum R3. To matematiske knuder kaldes ækvivalente, hvis den ene kan transformeres over i den anden med en deformation af R3 til sig selv; disse transformationer svarer til manipulationer af en streng med knuder, der ikke involverer snit i strengen eller at lade strengen gå gennem sig selv.
Knuder kan beskrives på forskellige måder. Givet en beskrivelsesmetode er det dog muligt, at mere end en beskrivelse repræsenterer samme knude. For eksempel beskrives knuder typisk i et plant diagram kaldet et knudediagram. Et fundamentalt problem i knudeteori er derfor at afgøre, hvornår to beskrivelser repræsenterer samme knude. Det er muligt at skelne mellem knuder ved brug af knudeinvarianter; kvantiteter der forbliver de samme ved forskellige beskrivelser af knuden.
- Wikimedia Commons har flere filer relateret til Knudeteori

| Dodekaeder | Spire Denne artikel om geometri er en spire som bør udbygges. Du er velkommen til at hjælpe Wikipedia ved at udvide den. |